# Kartli
Kartli vagy K'art'li (grúz ქართლი) Grúzia egyik történelmi régiója, az ország középső-keleti részén a legnagyobb és a legnépesebb. Területe 21 333 km² (Magyarország közel negyede). Itt terül el a grúz főváros, Tbiliszi és még két jelentős város, Gori és Rusztavi. Ma két fő része: Felső-Kartli (Sida Kartli) és Alsó-Kartli (Kvemo Kartli).
Északról a Kaukázus hegyvonulatai határolják, keletről Kaheti régió, délről Azerbajdzsán és Örményország, délnyugatról Törökország és a Szamche-Dzsavaheti régió, nyugatról pedig Imereti régió.
Az ókorban Urartu perifériáján feküdt, majd a Perzsa Birodalom része volt. Kr. e. 4. század – Kr. u. 5. század között itt terült el a Kartli Királyság, amelyet az ókori Európában Ibéria néven ismertek. 
A Kartliban beszélt grúz dialektus alapján jött létre a modern grúz irodalmi nyelv.

## Képek

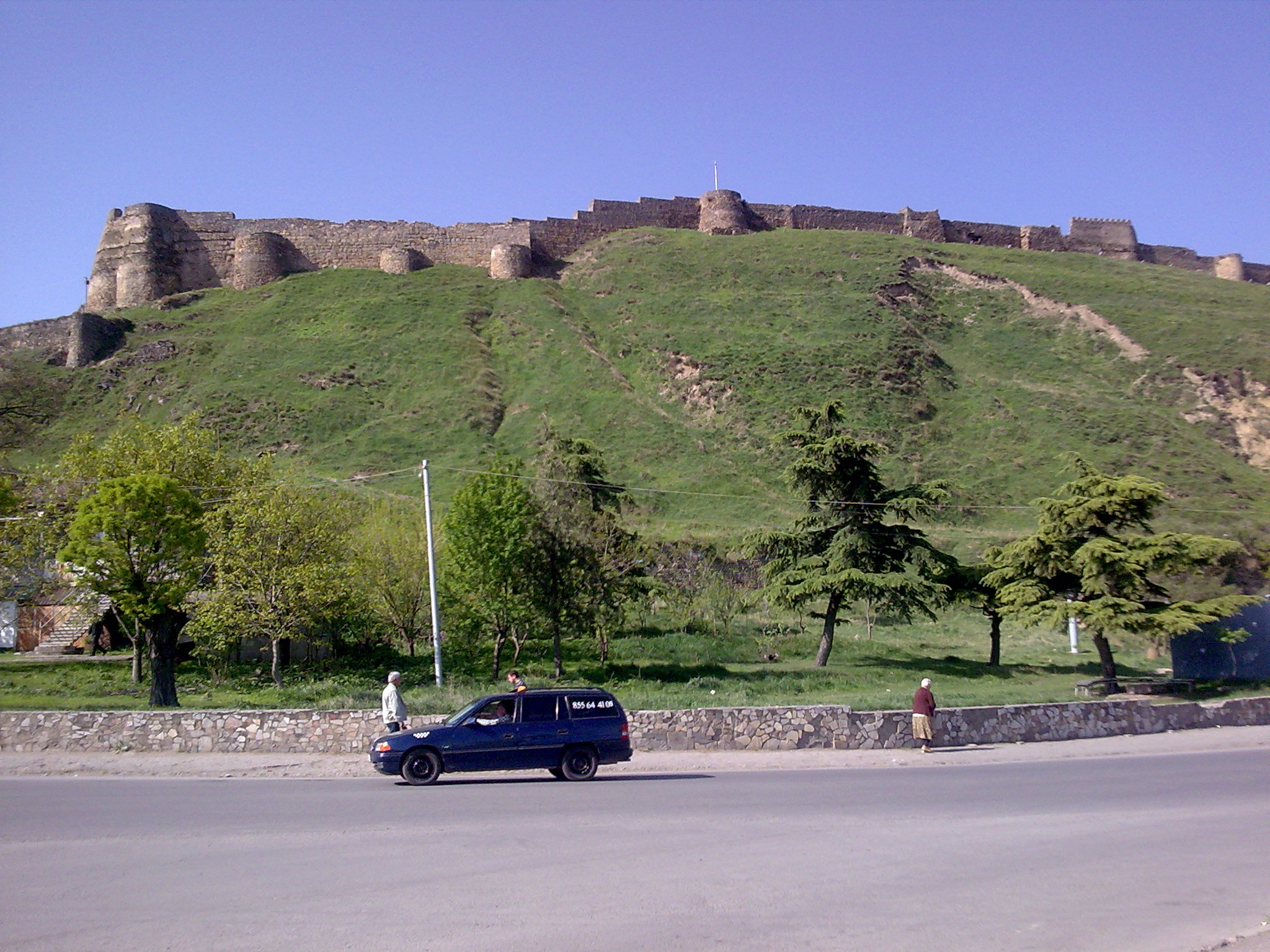
Gori erődje
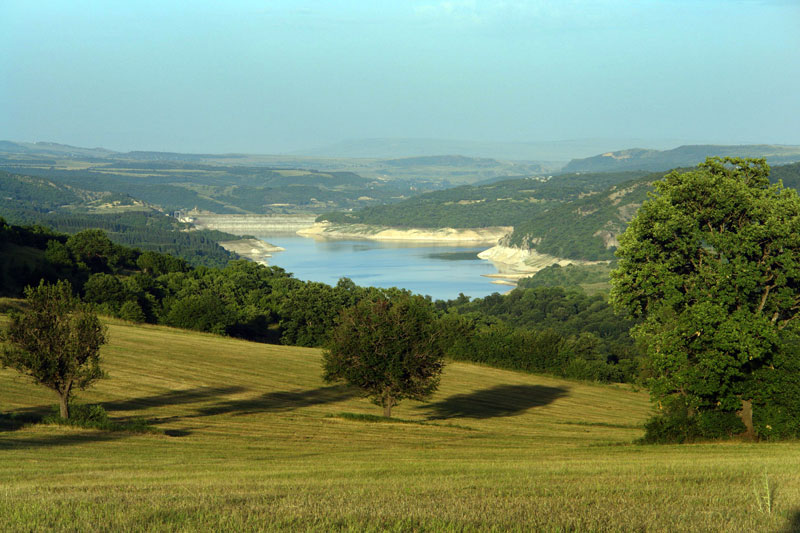
Algeti-tó
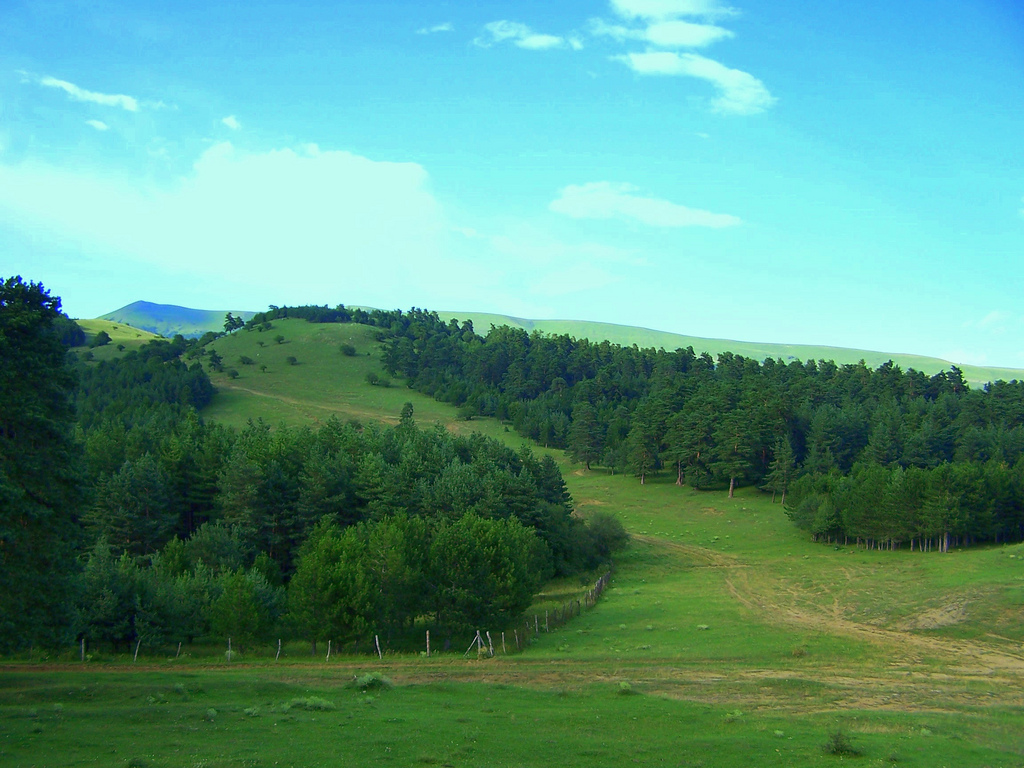
Mangliszi környéki táj
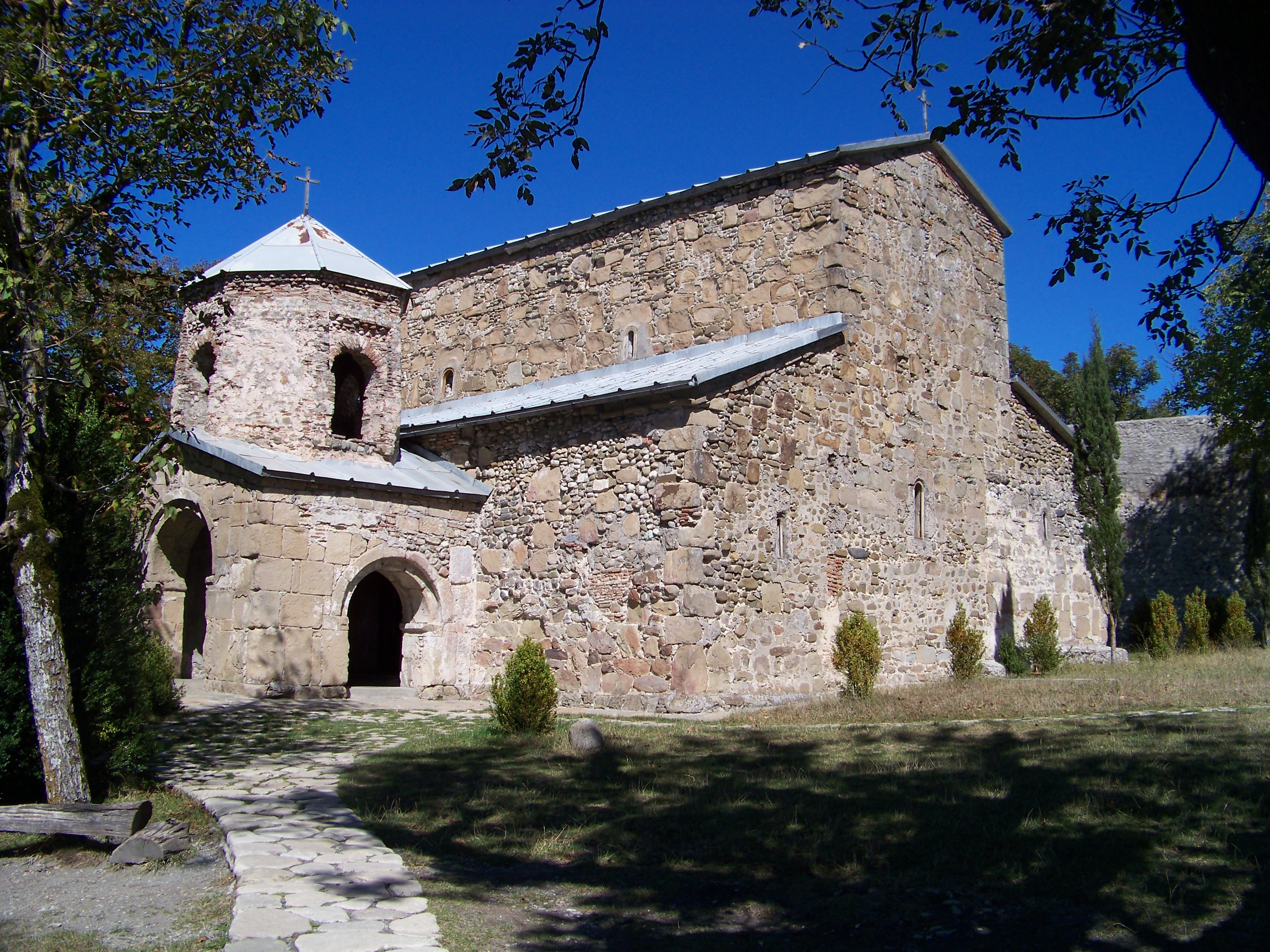
Zadezani-kolostor
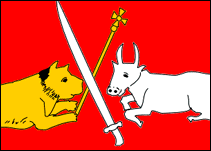
Kartli zászlaja